# Adderley
Adderley is een civil parish in het bestuurlijke gebied Shropshire, in het Engelse graafschap Shropshire.

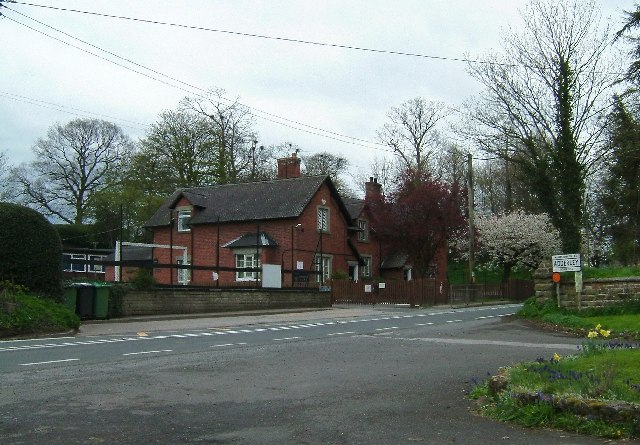
School van Adderley
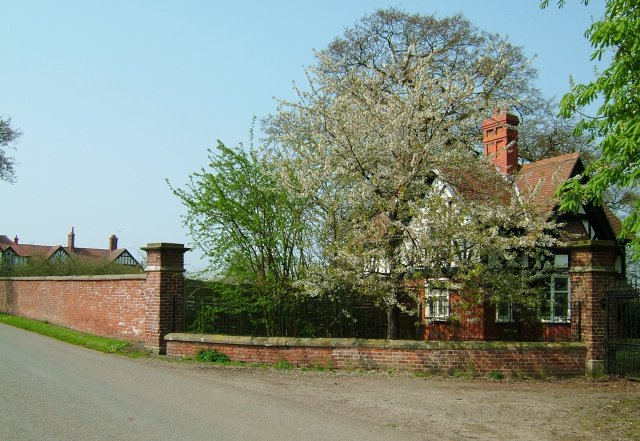
Shavington Park Lodge
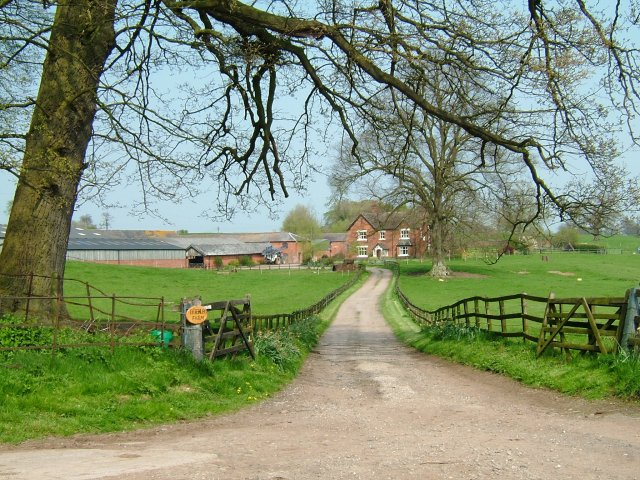
Tittenley Farm